# Polypodium amorphum
Polypodium amorphum är en stensöteväxtart som beskrevs av Wilhelm Nikolaus Suksdorf.
Polypodium amorphum ingår i släktet Polypodium och familjen Polypodiaceae. Inga underarter finns listade i Catalogue of Life.

## Bildgalleri

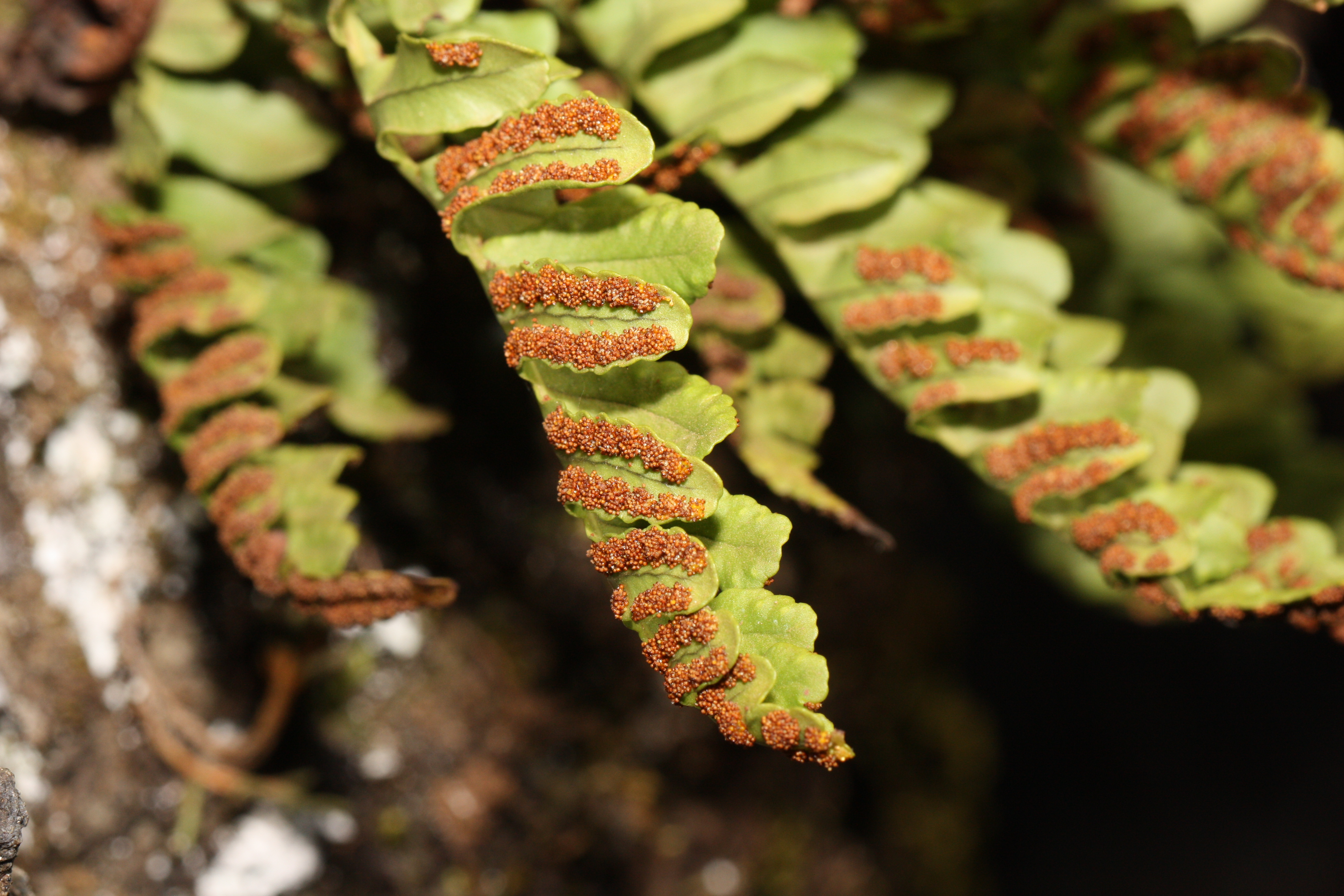
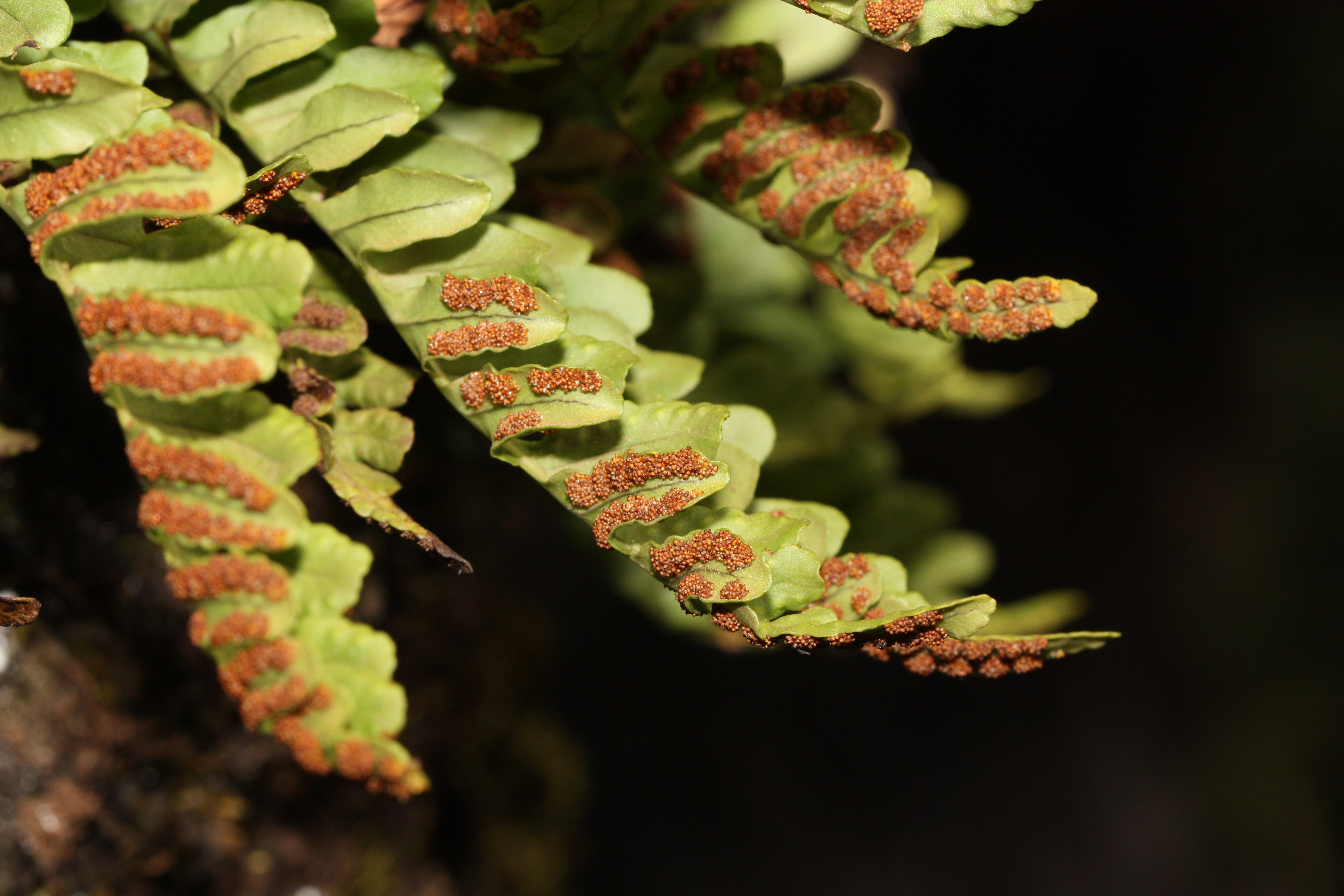
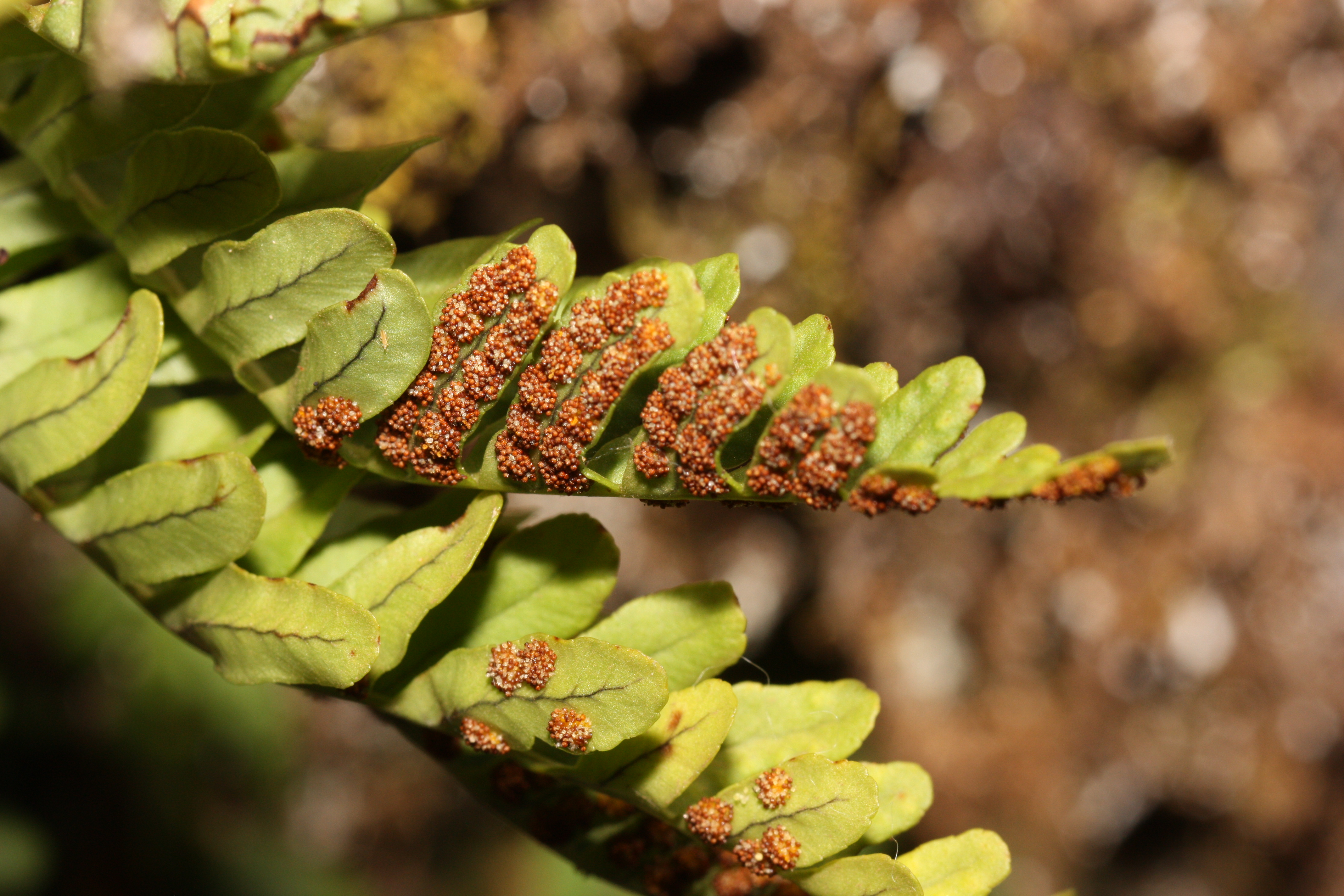
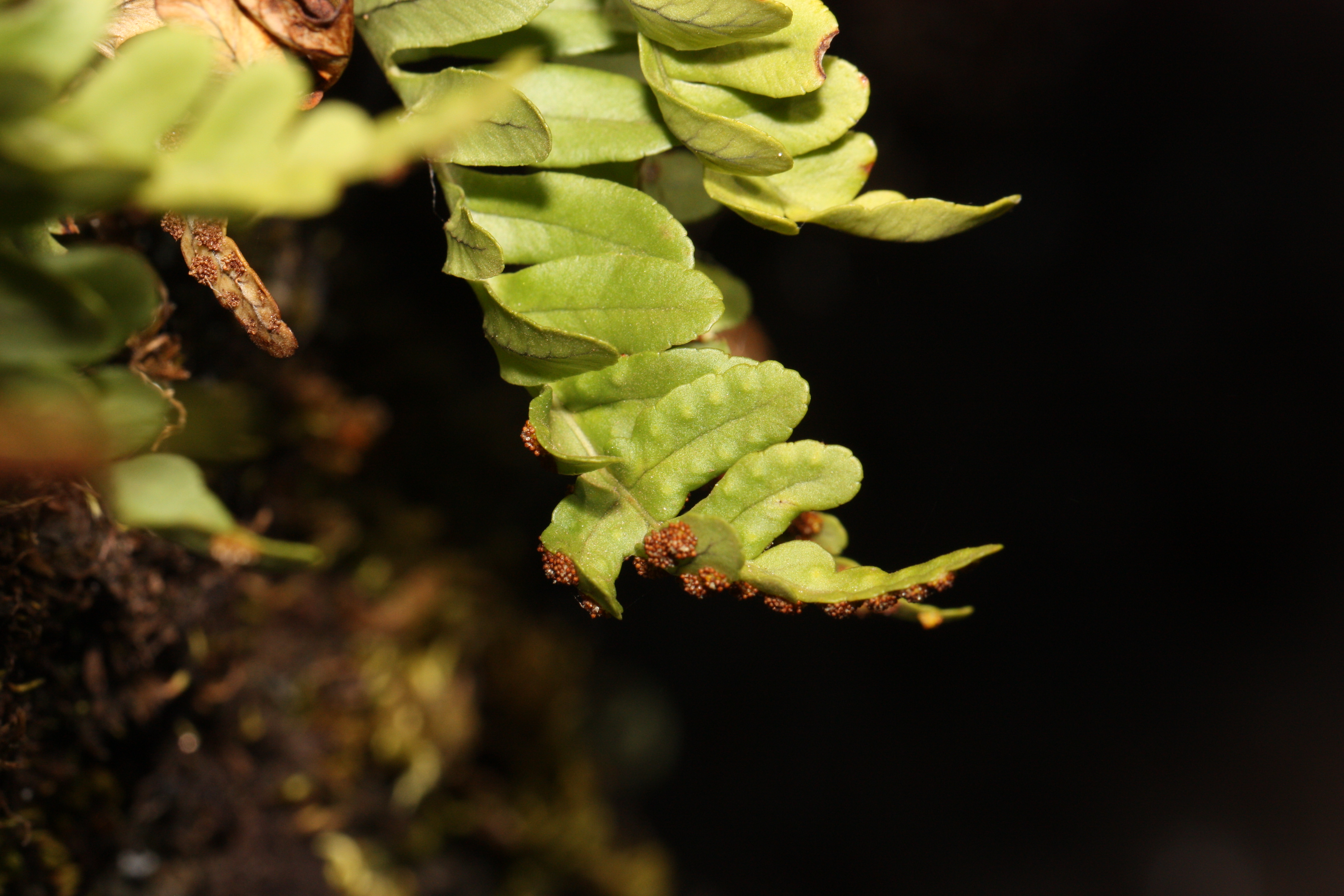
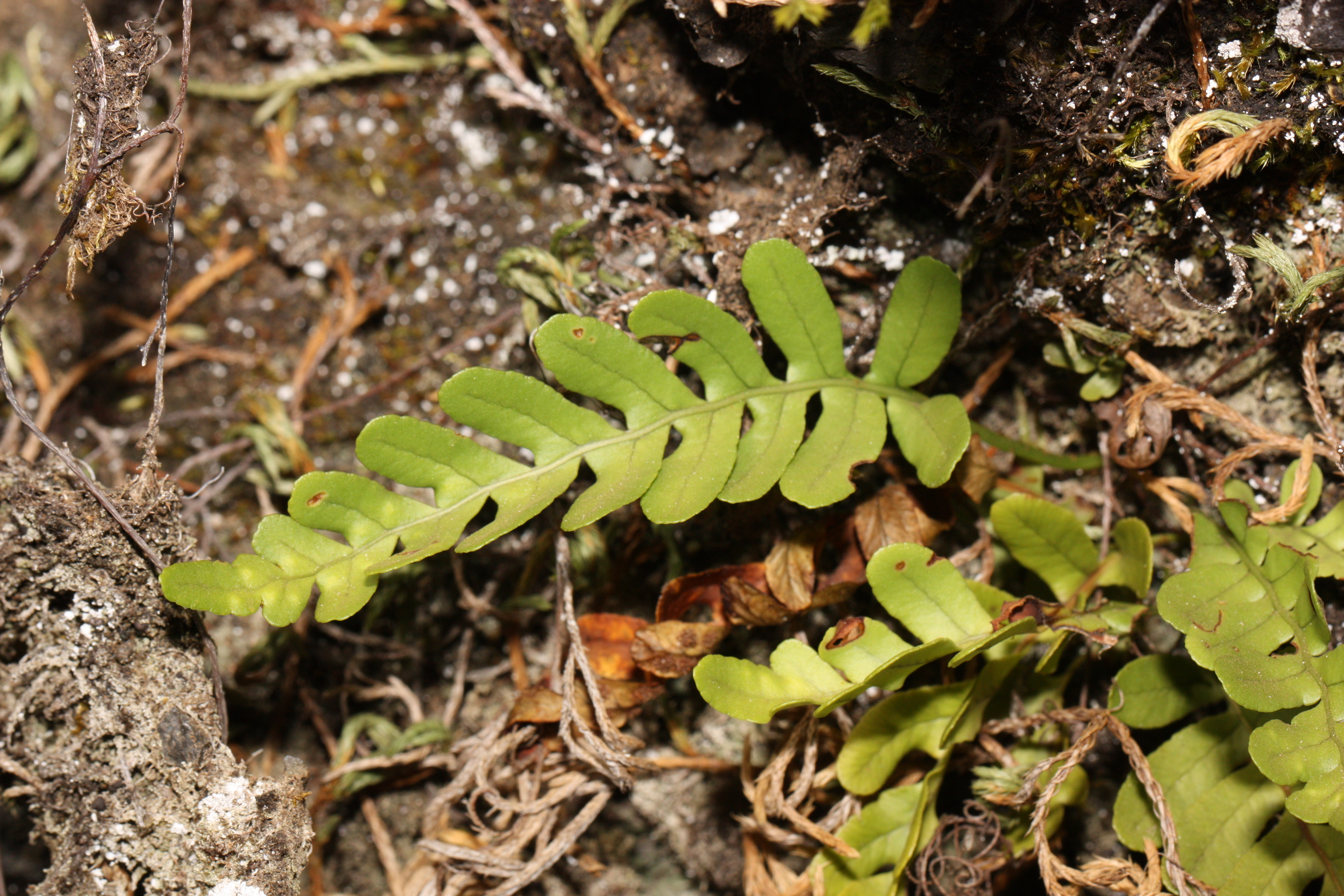
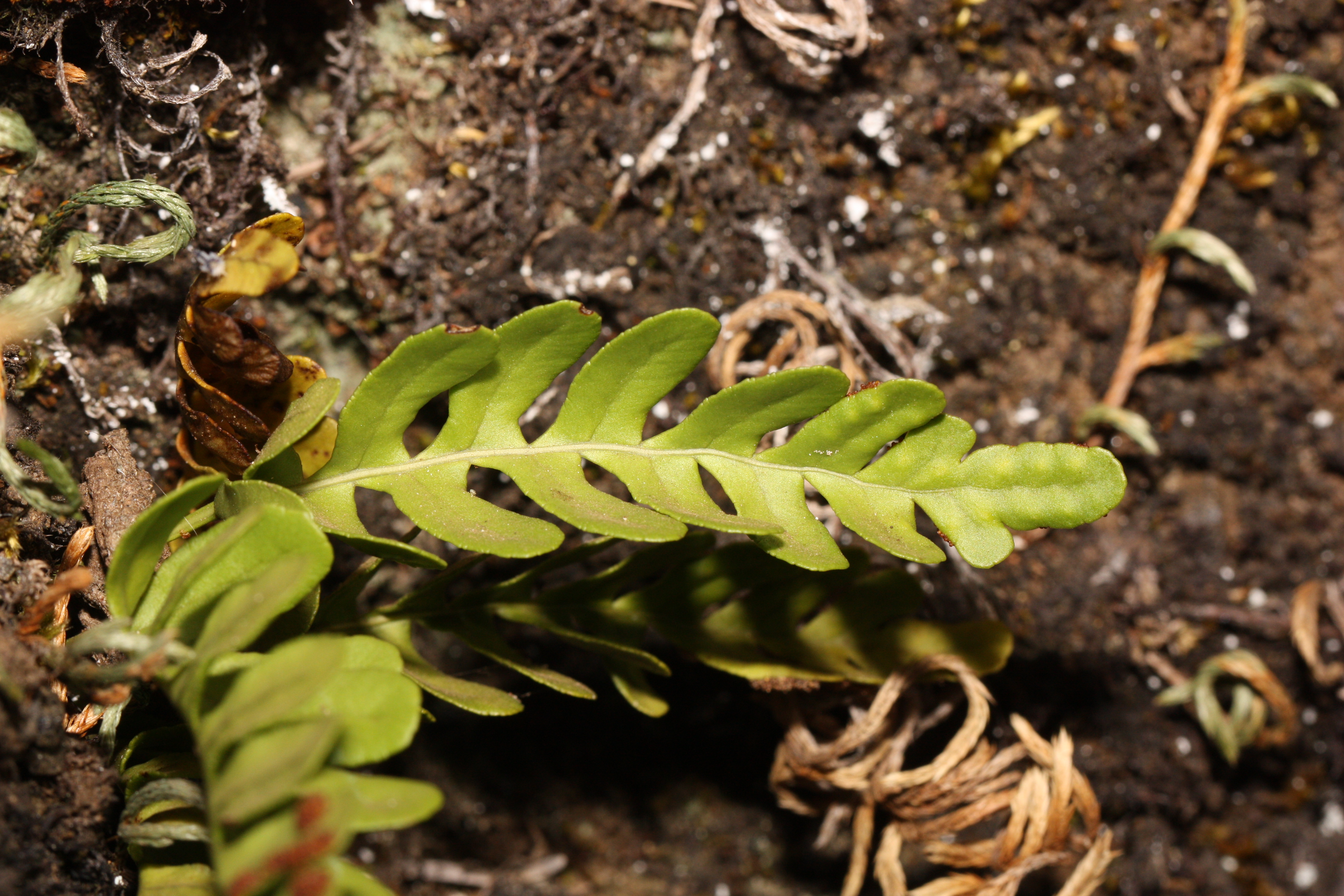